# Conrad Otto Christoph Marschall von Bieberstein
Freiherr Conrad Otto Christoph Marschall von Bieberstein (* 17. März 1726 in Geisberg; † 25. Mai 1796) war herzoglich-Württembergischer Oberst und Oberhofmarschall.
Seine Eltern waren der Herzoglich-Württembergische Oberstleutnant und Kommandant der Festung Hohenasperg Damian Otto Julius Marschall von Bieberstein (1701–1760) und dessen Ehefrau Wilhelmine Louise Elisabeth von Lampoy, Tochter des Obersts und Oberstallmeisters Friedrich Wilhelm von Lampoy (L’Empoy) und der Maria Magdalena de Haas.
Er ging in die Württembergische Armee und stieg dort bis 1767 bis zum Oberst auf. Dann wurde er Oettingen-Wallersteinischer Oberstallmeister und Hofmarschall. 1774 erhielt er das Amt des Oberamtmanns in Alerheim. Darin war er Nachfolger von Heinrich Friedrich von Ende.

## Familie

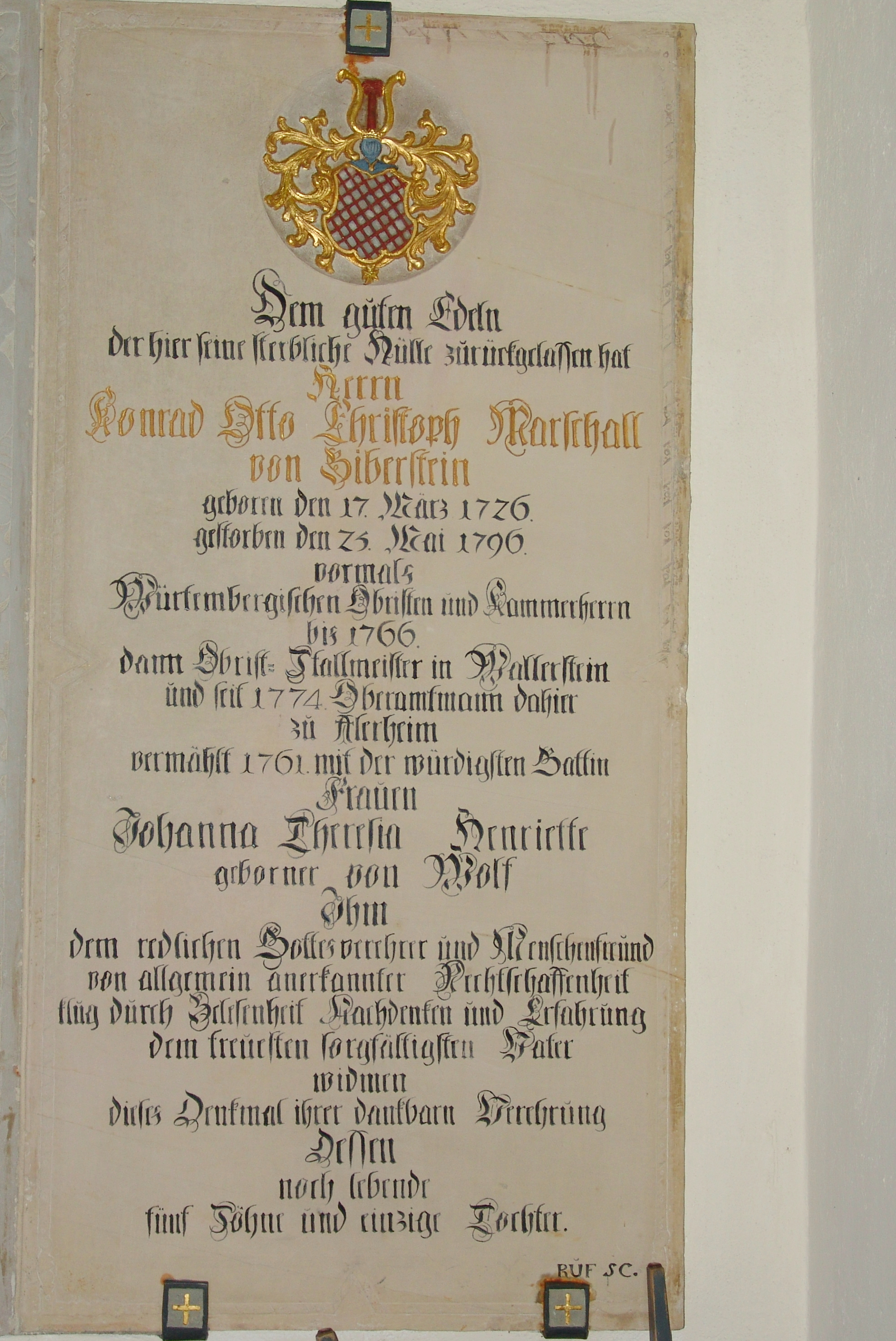
Epitaph in der Kirche St. Stephanus von Alerheim

Er heiratete am 21. September 1761 in Ludwigsburg Johanna Theresia Henriette von Wolff (* 21. Dezember 1738; † 21. April 1783) Tochter des Württembergischen Generalleutnant Philipp Anton Ludwig von Wolff und der Louise Regine von Reichmann. Das Paar hatte mehrere Kinder, darunter:
- Franz Otto Ludwig (* 1. Juli 1762; † 6. August 1790), Württemberger Hofrat
- Carl Wilhelm (* 21. Dezember 1763; † 11. August 1817) ⚭ Wilhelmine von Reck (1782–1856)
- Friedrich August (* 30. Juli 1768; † 28. Juni 1826) kaiserlich russischer Staatsrat
- Ernst Franz Ludwig (* 2. August 1770; † 22. Januar 1834) ⚭ Karoline von Veltheim (1783–1840)
- Theresa Maria Charlotte (* 17. August 1775; † 25. März 1842) ⚭ Ernst August Friedrich von Schwartzkoppen (* 27. Mai 1776; † 17. Februar 1827). Eltern von General Emil von Schwartzkoppen
- Franz Heinrich (* 27. August 1780)

Er und seine Frau wurden in der St.-Stephanus-Kirche von Alerheim beigesetzt. Ihre Grabsteine sind in der Kirche zu besichtigen.